# Palazzo Pizzini (Ala)
Palazzo Pizzini è una dimora nobiliare barocca formata da tre diversi edifici noti anche come palazzi de' Pizzini o in modo più esteso come palazzi de' Pizzini von Hochenbrunn. Si trova ad Ala, in Trentino, a partire dall'incrocio tra via Santa Caterina e via Gattioli.

## Storia

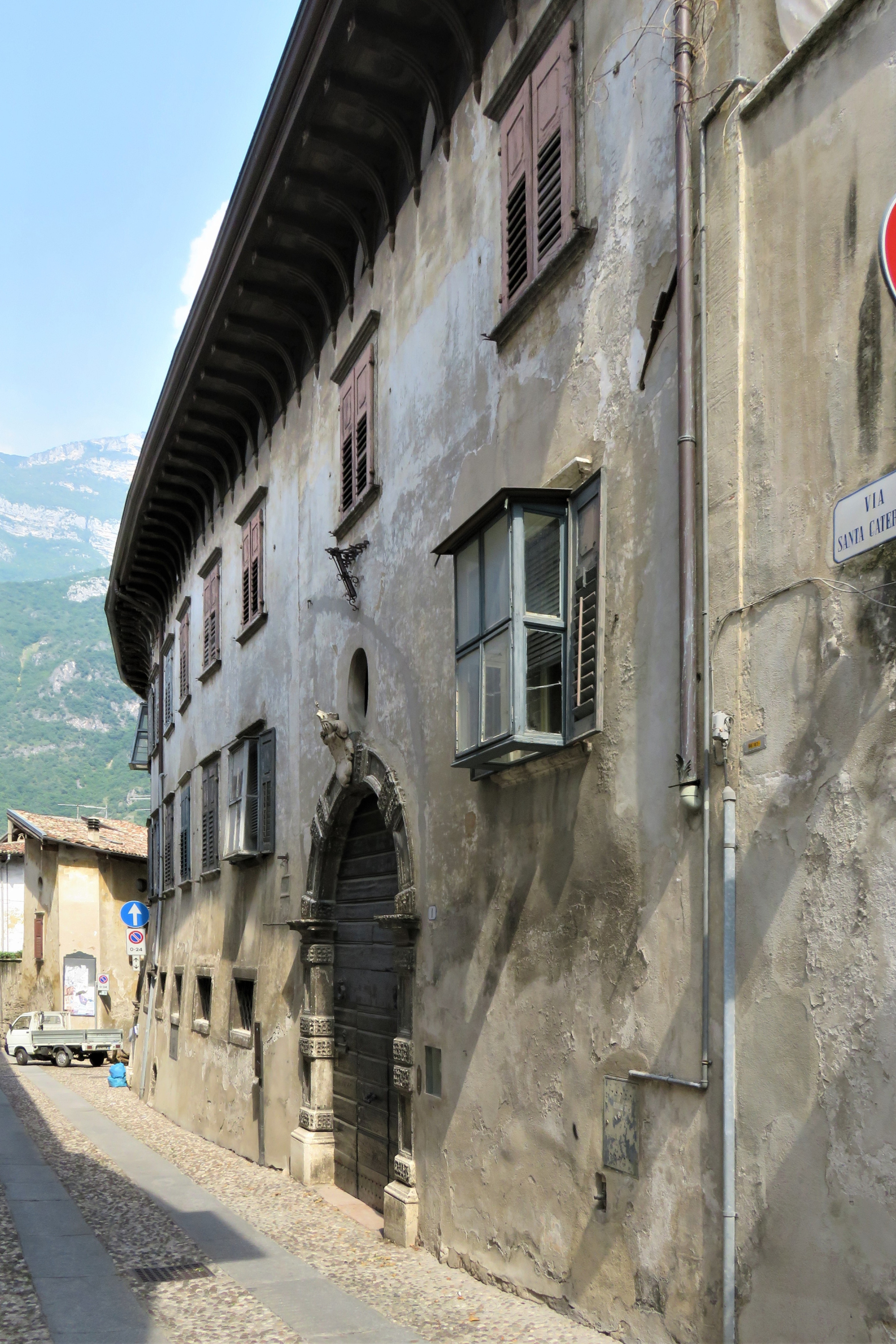
Palazzo Pizzini, palazzo inferiore, il più antico, che un tempo fu unito al vicino edificio con un passaggio sospeso sulla via Santa Caterina.

I tre edifici, che sono due palazzi nobiliari ed una casa, vennero costruiti nei secoli XVII e XVIII.
I palazzi divennero per oltre un secolo un luogo di incontri e di cultura importante per la città di Ala e dell'intera Vallagarina. Durante il Settecento la famiglia Pizzini vi ospitò personalità illustri che in qualche caso vi soggiornarono anche più volte. Tra questi altezze coronate e generali come Carlo III di Spagna, Francesco I di Lorena con la consorte Maria Teresa d'Austria e Napoleone Bonaparte. Wolfgang Amadeus Mozart vi fu ospitato in tre momenti diversi, durante i suoi viaggi italiani.

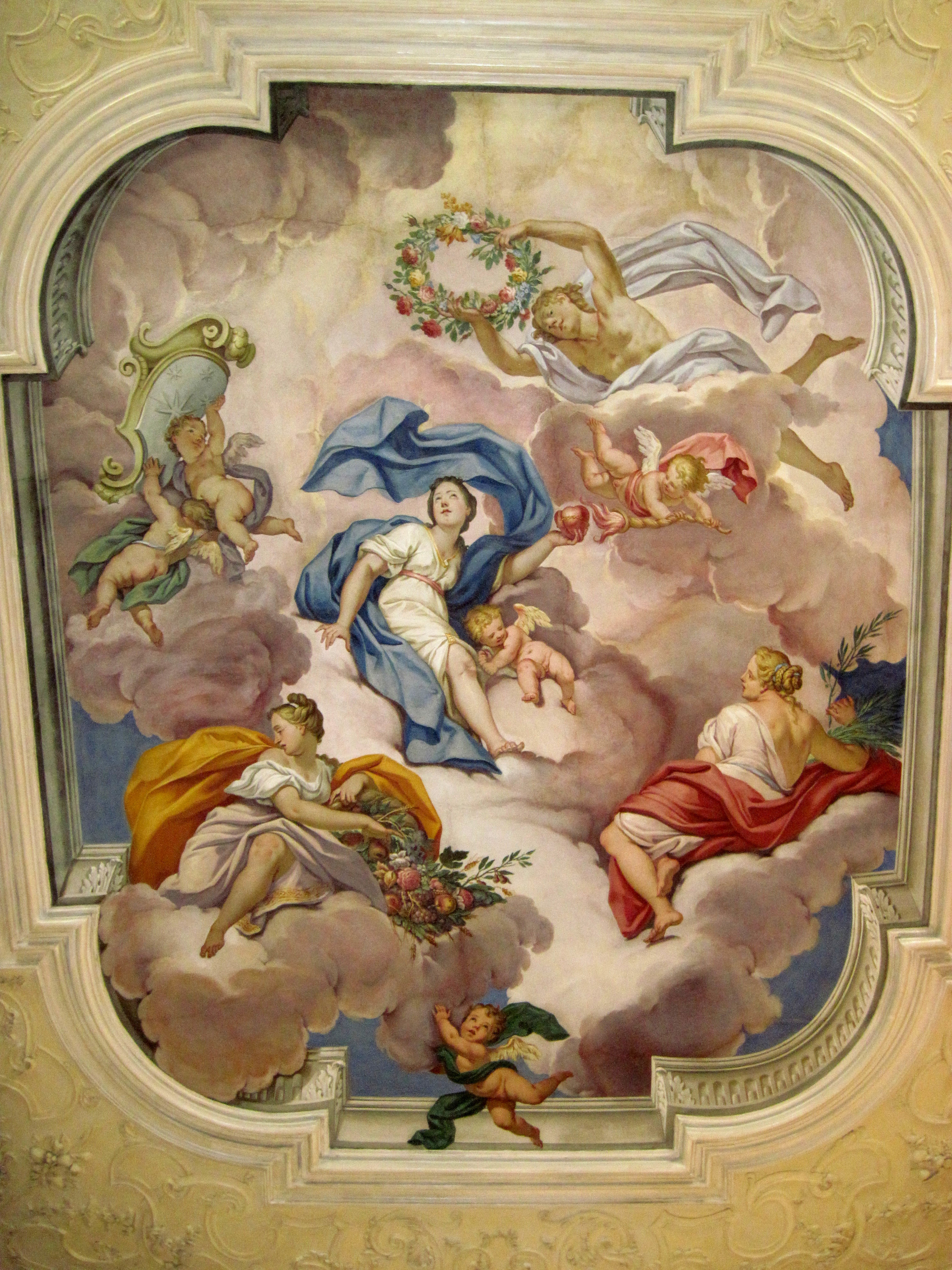
Soffitto del salone del palazzo superiore decorato con un affresco attribuito ad Antonio Gresta.

### Origini del nome
Il palazzo deve il nome alla famiglia Pizzini che era originaria di Castellano e si trasferì ad Ala attorno al XVI secolo. Qui si dedicò all'attività tessile, in particolare legata alla seta, e diventò tra le più ricche ed importanti della città.

## Descrizione
Lo stile architettonico dei palazzi è barocco. Il prospetto all'incrocio tra via Santa Caterina e via Gattioli, in piazzetta Burri, è particolarmente elegante, arricchito dall'affresco attribuito a Bernardino India, artista di scuola veronese, raffigurante Madonna con Bambino e Santa Caterina.
Strutturalmente viene suddiviso in:
- palazzo inferiore, il più antico e che svolse la funzione di foresteria. Vi si trova la stanza nella quale soggiornò Napoleone Bonaparte nella notte tra il 3 e il 4 settembre del 1796.[2]
- palazzo superiore, il più recente, e dopo la sua costruzione fu la residenza della famiglia. Possiede un grande salone balaustrato settecentesco nel quale Wolfgang Amadeus Mozart si esibì nel 1771 in uno dei suoi viaggi in Italia. Il soffitto è decorato da un grande affresco attribuito ad Antonio Gresta.[2][3]